# 도미타촌 (효고현)
도미타촌(富田村)은 효고현에 가사이군에 있던 촌이다.